# Nicaragua en los Juegos Olímpicos de México 1968
Nicaragua estuvo representada en los Juegos Olímpicos de México 1968 por un total de 11 deportistas masculinos que compitieron en 3 deportes.
El portador de la bandera en la ceremonia de apertura fue el atleta Donald Vélez. El equipo olímpico nicaragüense no obtuvo ninguna medalla en estos Juegos.